# ゲオルク・ツァッハリアデス
ゲオルク・ツァッハリアデス（ドイツ語: Georg Zachariades、1880年 - 1900年）は、オーストリア出身のフィギュアスケート選手（男子シングル）。
1894年・1895年欧州選手権銅メダリスト。

## 主な戦績
| 大会/年      | 1892-93 | 1893-94 | 1894-95 |
| ------------ | ------- | ------- | ------- |
| 欧州選手権   | 3       | 3       | 4       |
| ドイツ選手権 | 1       | 1       | 2       |